# مارك نيومان (أستاذ جامعي)
مارك نيومان (بالإنجليزية: Mark E. J. Newman)‏ هو فيزيائي بريطاني، ولد في القرن العشرين في المملكة المتحدة.